# Eric Murray
Eric Murray (n. 6 mai 1982, Hastings⁠(d), Hawke's Bay⁠(d), Noua Zeelandă) este un canotor neozeelandez. Acesta are patru titluri de campion mondial și și-a făcut debutul în cadrul JO la Atena 2004. El este un competitor pentru Noua Zeelandă.

## Rezultate
La Jocurile Olimpice de vară din 2012 a reușit să facă împreună cu colegul său Hamish Bond un record mondial la categoria 2 rame, fără cârmaci cu timpul competițional de 6:08,50 obținut la prima rundă.

## Legături externe
Materiale media legate de Eric Murray la Wikimedia Commons
- en Eric Murray la Olympedia.org